# Le Juif Süss (roman de Feuchtwanger)
Pour les articles homonymes, voir Le Juif Süss.
Le Juif Süss (titre original : Jud Süß) est un roman historique de Lion Feuchtwanger publié en 1925 et basé sur la véritable histoire de Joseph Süss Oppenheimer. Il connaît un succès modéré à sa parution en 1925 en Allemagne, puis phénoménal dans le monde entier. Plus de 100 000 exemplaires ont été vendus en Allemagne en cinq ans. À la fin de la guerre 1939-1945, deux millions d'exemplaires ont été vendus dans le monde entier. Il a été publié pour la première fois en France en 1929 aux éditions Albin Michel dans une traduction de Maurice Rémon. En 1999, Serge Niémetz en donne une nouvelle traduction. 

## Résumé
Joseph Süss Oppenheimer, dit le Juif Süss, est l'un des plus fameux « Juifs de cour », ces conseillers et intermédiaires indispensables aux princes allemands du XVIIIe siècle. Lion Feuchtwanger le présente comme un homme brillant, d'une intelligence hors du commun, doué d'un véritable génie financier et politique, qualités qui lui permettront une ascension fulgurante. Joseph Süss est déjà connu dans toute l'Allemagne du Sud pour ses talents de financier lorsqu'il rencontre en 1732 le prince Charles-Alexandre, au service duquel il se met. Lorsque ce dernier devient duc de Wurtemberg, Süss se trouve propulsé au sommet du pouvoir politique et financier, en devenant le principal conseiller du duc. Mais progressivement, ce pouvoir de Süss, joint au luxe dont il s'entoure, lui valent la haine du peuple et de la cour. Le fait que Süss utilise aussi sa position pour protéger ses coreligionnaires, sauvant en particulier de la peine de mort un vieux colporteur injustement accusé, renforce ce sentiment. 
Bientôt, le duc, amateur de jolies femmes, découvre que son conseiller a une fille. Il s'introduit dans sa maison lorsqu'elle est seule et la courtise de façon de plus en plus insistante. Pour échapper à ces avances, la jeune fille grimpe dans les combles et se suicide en se jetant du toit de la maison. Süss est anéanti par cette mort. Il œuvre dès lors en secret à la perte du duc, scellant consciemment du même coup son destin tragique. Il pousse le duc, qui est en fait un prince catholique régnant sur une principauté protestante, à faire un coup d’État afin de renverser le parlement protestant. Mais, Süss avertit secrètement les parlementaires de ces projets, afin de faire échouer le complot et de perdre le duc. En apprenant que les conspirationnistes ont été défaits, le duc meurt d'apoplexie. Il rend l'âme dans les bras de Süss qui lui révèle ses propres manipulations destinées à le perdre et à venger la mort de sa fille.
Cela fait, Süss se livre à ses ennemis qui le détestent, en assumant la responsabilité du complot. Cela déclenche une vague violente d'antisémitisme dans la région, et Süss devient le parfait bouc émissaire du peuple. Alors que cela pourrait lui sauver la vie, Süss refuse de se convertir. Emprisonné, il redécouvre la sagesse juive qui proclame la vanité de tout pouvoir. Sa mort est mise en scène comme un parcours d'expiation et une purification. Une poignée de membres de la Communauté juive dérobe son cadavre sous le gibet pour l'enterrer rituellement.

## Commentaire
Lion Feuchtwanger n'est pas le premier auteur à s'être intéressé au juif Süss. De 1737 à 1739, les pamphlets  contre le juif Süss ont été nombreux. Wilhelm Hauff, un auteur protestant, lui a consacré une nouvelle en 1827. L’auteur y fait un portrait peu sympathique de Joseph Süss Oppenheimer, présenté comme un étranger aux mœurs dissolues. Le juif Süss fait ensuite l'objet de nombreux romans de la communauté juive visant à le réhabiliter. Parmi les plus notables, il faut citer le roman du rabbin Marcus Lehmann en 1872, celui de l'écrivain Salomon Kohn en 1886. En 1874, l'historien Manfred Zimmermann lui consacre une thèse et s'efforce de donner une image impartiale de Joseph Süss Oppenheimer. Lion Feuchtwanger dispose donc de nombreuses sources quand il commence à s'intéresser au personnage en 1916. Mais pour lui, la nouvelle de Wilhelm Hauff était caractéristique de l’antisémitisme allemand. Issu d'une famille juive de Bavière assimilée, l'auteur a rompu avec le judaïsme, mais n'est pas insensible à l'antisémitisme. Il écrit d'abord un drame en trois actes joué à Munich à partir d'octobre 1917. La pièce reçoit une critique très défavorable. Dans un premier temps, Lion Feuchtwanger, qui est devenu pacifiste au cours de la Première Guerre mondiale cherche à faire une parabole sur la guerre. Il veut opposer à l'action qui aboutit à des compromissions et des comportements inhumains, l'Esprit, à l'Occident destructeur, l'Orient et sa tradition de méditation. Süss représente dans un premier temps l'action qui conduit à l'aveuglement du héros sur ses compromissions. Après s'être tourné vers la vie spirituelle, Süss accepte sa mort avec sérénité.
Lion Feuchtwanger décide de retravailler sur le personnage à partir de 1920, mais cette fois-ci sous une forme romanesque. Il s'attache à reconstituer les éléments économiques politiques, religieux et culturels de l'époque. La thèse philosophique s'efface alors peu à peu au profit du récit historique. Lion Feuchtwanger qui a été témoin d'incidents antisémites en 1919, s'attache à décrire l'antisémitisme du XVIIIe siècle. À la fin du roman, il montre que Süss est en fait un bouc émissaire qui masque les difficultés sociales de la période.Il cherche aussi à décrire à travers son personnage le cheminement mystique qui pouvait conduire un homme de la volonté du pouvoir à la doctrine du non-vouloir. Cependant Claude Singer, dans son ouvrage d'analyse Le Juif Süss et la propagande nazie, L'Histoire confisquée, montre qu'on y trouve des notations absolument conformes à l’imaginaire antisémite. Cela donne une idée de la pénétration de ces représentations dans la société allemande du début du siècle.

## Anecdotes
Orson Welles a débuté au théâtre en 1932, dans le rôle du duc Charles-Alexandre, dans une adaptation du Juif Süss au Gate Theatre de Dublin.